# Weißbinden-Glühkohlen-Anemonenfisch
Der Weißbinden-Glühkohlen-Anemonenfisch (Amphiprion frenatus), auch Roter Anemonenfisch genannt, ist eine Fischart aus der Familie der Riffbarsche. Er lebt in den Korallenriffen an den Küsten des westlichen Indonesiens, der Philippinen, im Südchinesischen Meer, im Golf von Thailand, an den Küsten Taiwans und des südlichen Japan in Wassertiefen von einem bis 12 Metern.

## Merkmale
Der Körper und die Flossen des Fisches sind rot, bei Jungfischen und den kleineren Männchen orangerot, bei den Weibchen leuchtend rot. Die Flanken der Weibchen sind oben meist schwarz. Ein breiter, weißer Querstreifen zieht sich direkt hinter dem Auge über den Kopf. Jungfische haben einen zweiten weißen Querstreifen in der Körpermitte, der verschwindet, wenn sie eine Länge von etwa 30 mm erreicht haben.
Die Rückenflosse hat neun bis zehn Hart- und 16 bis 18 Weichstrahlen, die Afterflosse zwei Hart- und 13 bis 15 Weichstrahlen. Amphiprion frenatus wird 12 bis 14 Zentimeter lang. Er ist schon im Aquarium nachgezüchtet worden.
Die Fische akzeptieren nur die Blasenanemone (Entacmaea quadricolor) als Symbiosepartner.